# Tanakorn Kraimanee
Tanakorn Kraimanee (thailändisch ธนากร ไกรมณี; * 11. Juli 2002) ist ein thailändischer Fußballspieler.

## Karriere
Tanakorn Kraimanee steht seit 2021 beim Ranong United FC unter Vertrag. Der Verein aus Ranong spielt in der zweiten thailändischen Liga. Sein Zweitligadebüt gab Tanakorn Kraimanee am 4. September 2021 (1. Spieltag) im Heimspiel gegen den Udon Thani FC. Hier wurde er in der 88. Minute für den Brasilianer Damian eingewechselt. Das Spiel endete 3:3. Für Ranong bestritt er drei Zweitligaspiele. Nach der Saison 2021/22 wurde sein Vertrag nicht verlängert.